# Nitrate de lanthane
Le nitrate de lanthane est un composé chimique de formule La(NO3)3. On le trouve généralement sous forme d'hexahydrate La(NO3)3·6H2O. Cet hexahydrate se présente comme une poudre incolore très soluble dans l'eau. L'hexahydrate cristallise dans le système triclinique avec le groupe d'espace P1 (no 2) tandis que le tétrahydrate obtenu par déshydratation thermique de l'hexahydrate présente deux polymorphes, l'un monoclinique dans le groupe d'espace P21/m (no 11) et l'autre orthorhombique dans le groupe d'espace Pbca (no 61).
On peut obtenir du nitrate de lanthane en faisant réagir de l'acide nitrique HNO3 sur du lanthane, de l'oxyde de lanthane La2O3, de l'hydroxyde de lanthane La(OH)3 ou du carbonate de lanthane La2(CO3)3 ; par exemple, avec l'oxyde de lanthane, la réaction s'écrit :
La2O3 + 6 HNO3 ⟶ 2 La(NO3)3 + 3 H2O.
L'hexahydrate de nitrate de lanthane est utilisé pour la détection des groupes acétyle, tandis que des solutions de nitrate de lanthane peuvent être utilisées pour détecter la présence de fluorures. Il est également utilisé comme matière première pour le dépôt électrochimique de revêtements en couches minces de LaMnO3 sur des substrats en acier inoxydable.

## Notes et références

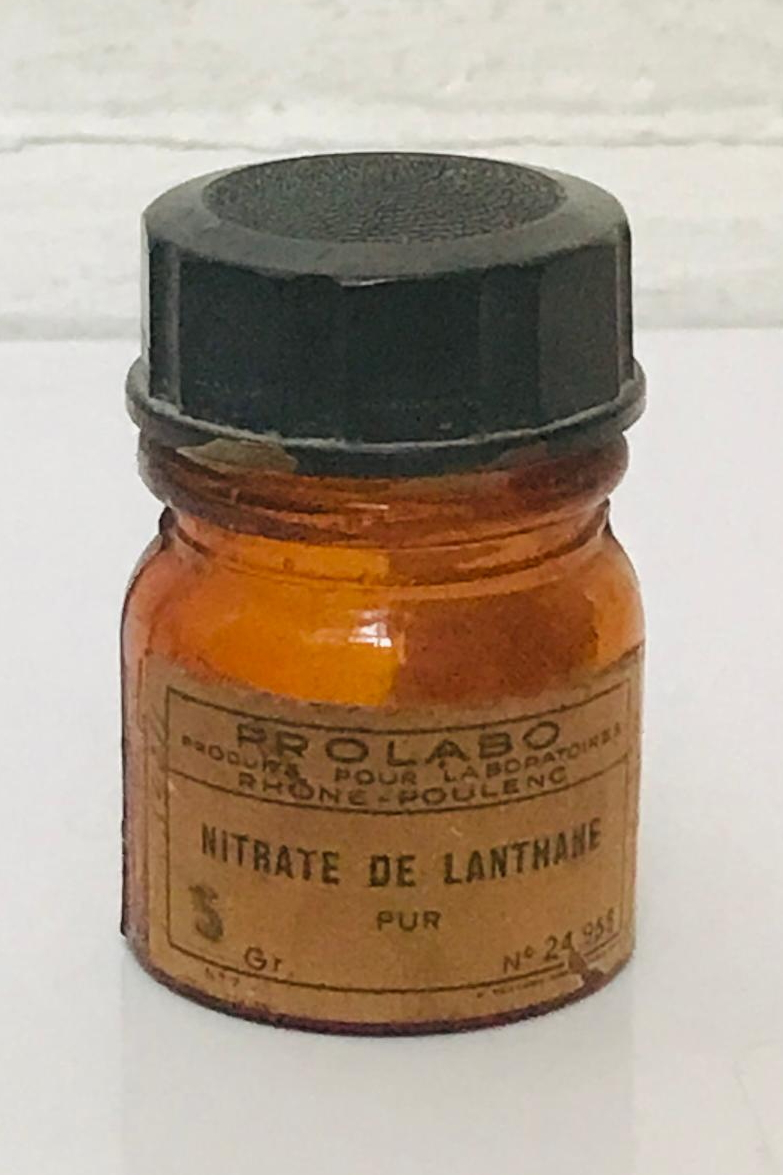
Flacon de 5 g de nitrate de lanthane (Prolabo), ca. 1950.